# 溫格鎮區 (明尼蘇達州波爾克縣)
溫格鎮區（英語：Winger Township）是位於美國明尼蘇達州波爾克縣的一個行政鎮區。

## 地方資料
溫格鎮區的面積為91.66平方千米，當中陸地面積為90.74平方千米，而水域面積為0.92平方千米。根據2020年美國人口普查的數據，當地共有人口195人，而人口密度為每平方千米2.13人。